# Una legió de guillats
Una legió de guillats (títol original: Stripes) és una pel·lícula estatunidenca dirigida per Ivan Reitman, estrenada l'any 1981. Ha estat doblada al català.

## Argument
En una jornada, John Winger perd la seva feina, la seva amiga, l'apartament i el cotxe. Amb un company que té tanta sort com ell, entren a l'exèrcit. Percurs del combatent i marxes forçades esdevenen així les seves ocupacions diàries.

## Repartiment
- Bill Murray: Segona classe John Winger
- Harold Ramis: Segona classe Russell Ziskey
- Warren Oates: Sergent de primera classe Hulka
- P. J. Soles: Stella Hansen
- Sean Young: Louise Cooper
- John Candy: Segona classe Dewey "El Bou" Oxberger
- John Larroquette: Capità Stillman
- John Diehl: Segona classe Howard "El Cuirassat" Dukestrat
- Lance LeGault: Coronel Glass
- Conrad Dunn: Segona classe Francis "Psycho" Soyer
- Judge Reinhold: Segona classe Elmo Blum
- Roberta Leighton: Anita[4]
- Robert J. Wilke: General Barnicke
- William Lucking: El reclutador Morgan
- Dave Thomas: el Sr. C.
- Joe Flaherty: El guarda fronterer / Sergent Crocker

## Entorn del film
- Dennis Quaid hi fa una aparició però no surt als crèdits, com a convidat a la cerimònia.
- La pel·lícula és evocada diverses vegades en la sèrie Freaks and Geeks

### Box-office
Una legió de guillats assoleix un èxit comercial, recull 85.297.000 dòlars als Estats Units, per un pressupost estimat de 10 milions.